# Dean Whitehead
Dean Whitehead (* 12. Januar 1982 in Abingdon (Oxfordshire)) ist ein ehemaliger englischer Fußballspieler.

## Karriere
Whitehead spielte in der Jugend bei seinem Heimatverein Abingdon Town, ehe es ihn zu Oxford United zog. Bei den Yellows schaffte er 1999 den Sprung in die erste Mannschaft und schließlich zum Stammspieler. Nach Abschluss der Spielzeit 2000/01 stieg der Mittelfeldspieler mit Oxford in die Division Three, der vierten englischen Liga, ab. Dort reichte es nur zur Platz 21. Im Folgejahr scheiterte der Klub nur knapp am Wiederaufstieg. Nach fünf Jahren und guten Leistungen wechselte Whitehead im Sommer 2004 zum AFC Sunderland. Abgesehen von einer Ausbildungsgebühr, erhielt Oxford das Recht bei Weiterverkauf 25 % der Transfersumme zu erhalten. Schnell entwickelte sich Whitehead zu einem Schlüsselspieler im Team von Trainer Mick McCarthy.
Zum Saisonende gewann Sunderland die Football League Championship und stieg in die Premier League auf. Auch dort bestätigte Whitehead seine Leistungen und es wurde ihm ein neuer Drei-Jahres-Vertrag angeboten. Sein Debüt in der höchsten englischen Spielklasse gab der Defensivspieler am 13. August 2005 gegen Charlton Athletic. Die „Black Cats“ verpassten den Klassenerhalt und wurden zur Spielzeit 2007/08 wieder zweitklassig. Mit Beginn der neuen Saison erhielt Whitehead die Kapitänsbinde des AFC. Damit löste er den Schotten Steven Caldwell ab, der den Klub verließ. Erneut sicherte sich die Mannschaft den Titel der Football League Championship. Zu Anfang der Folgesaison verletzte sich Whitehead und fiel sechs Monate aus, so dass er erst im November sein Comeback geben konnte. Wegen personeller Probleme musste er fortan oft als Rechtsverteidiger auflaufen. Erst als Phillip Bardsley und Pascal Chimbonda verpflichtet wurden, rückte Whitehead wieder ins zentrale Mittelfeld.
Im Sommer 2009 liebäugelte der Defensivakteur mit einem Wechsel. Dies wurde bestätigt, als bekannt wurde, dass er bei Stoke City unterzeichnen würde. Bei Stoke erhielt Whitehead einen Vier-Jahres-Vertrag. Am 15. August 2010, dem ersten Spieltag, gab er sein Ligadebüt für den neuen Klub beim 2:0-Sieg gegen den FC Burnley. Auf Anhieb wurde er auch hier zum Stammspieler und absolvierte 36 Ligaspiele in seinem ersten Jahr bei Stoke City. Der walisische Trainer Tony Pulis setzte ihn dabei abwechselnd im defensiven Mittelfeld oder wiederum als rechten Abwehrspieler ein.
Seit 2015 steht der Mittelfeldspieler bei Huddersfield Town unter Vertrag. Dort gelang ihm in der Saison 2016/17 der Aufstieg in die Premier League.

## Erfolge
- Meister der Football League Championship mit AFC Sunderland: 2005, 2007
- Play-off-Sieger der Football League Championship mit Huddersfield: 2017